# Rumex cordatus
Rumex cordatus är en slideväxtart som beskrevs av Jean Louis Marie Poiret. Rumex cordatus ingår i släktet skräppor, och familjen slideväxter. Inga underarter finns listade i Catalogue of Life.